# Velódromo de Tortosa
El velódromo de Tortosa es una instalación deportiva de Tortosa, inaugurada el 2 de mayo de 1943.
Se encuentra situado en el barrio de Ferrerías, en el margen derecho del Ebro, dentro del recinto del Estadio Municipal «José Otero».
Inicialmente gestionado por el Club Deportiu Tortosa, en 1960 pasó a la Peña Baix Ebre Ja Arribarem. A partir de 1974 se entrenó la Unión Ciclista Tortosa. Posteriormente también fue utilizado por la selección catalana y durante los años noventa fue sede permanente de la selección rusa, de donde sobresalió Viacheslav Yekímov. Otros corredores que se formaron fueron Miquel Espinós, Miquel Mas Gayà y Guillem Blasco. 
El equipamiento que había sido rehabilitado durante los años 90 empezó a perder protagonismo a principios del siglo XXI cayendo en un cierto desuso a pesar de permanecer activo. En febrero de 2019 el Ayuntamiento de Tortosa ha renovado su pista de rodadura.
Hay que recordar que la ciudad cuenta también con un Complejo Ciclista, inaugurado en 2011, situado en la localidad de Vinallop.

## Eventos

### Competiciones nacionales
Fue sede del Campeonato de España en varias disciplinas.
- Campeonato de España de velocidad: 1943, 1945 y 1978.
- Campeonato de España de medio fondo tras moto comercial: 1943, 1945, 1946 y 1953.
- Campeonato de España de persecución individual: 1964 y 1978.
- Campeonato de España de fondo: 1947 y 1972.

### Competiciones regionales
- Torneo Intervelódromos: 1961 y 1965.

También se celebró el Gran Premio Internacional de Tortosa, puntuable para la Copa del Mundo tras moto (1965), llegó alguna etapa de la Vuelta Ciclista a España y de la Vuelta a Cataluña.